# 鴻巣市立鴻巣北小学校
鴻巣市立鴻巣北小学校（こうのすしりつ こうのすきたしょうがっこう）は、埼玉県鴻巣市神明三丁目にある市立小学校。2016年5月現在の児童数は414人。

## 沿革
- 1972年（昭和47年）
  - 4月1日 - 鴻巣市立鴻巣東小学校より分離して開校 [3][4]。
  - 11月22日 - この日を開校記念日と定める[3]。
- 1978年（昭和53年）2月20日 - 校舎を増築する。
- 1979年（昭和54年）3月15日 - 体育館が竣工する。
- 1982年（昭和57年）3月6日 - 校舎を増築する。
- 2002年（平成14年）
  - 3月26日 - 新給食調理室が竣工する。また、北門（通用門）を改修する。
  - 3月27日 - プールを改修する。
- 2002年（平成14年）12月1日 - 第2校舎耐震工事が竣工する。
- 2003年（平成15年）9月30日 - 第1校舎耐震工事が竣工する。
- 2008年（平成20年）10月1日 - 第1校舎管理棟の耐震工事が竣工する。

## 校区
- 鴻巣（一部）[5]
- 宮地二〜五丁目
- 加美一〜三丁目
- 神明一〜三丁目
- 雷電一〜二丁目
- 箕田（一部）
- 八幡田
- 寺谷
- 市ノ縄
- 栄町（一部）